# Forn de ciment (Campins)
El Forn de ciment és una obra de Campins (Vallès Oriental) inclosa a l'Inventari del Patrimoni Arquitectònic de Catalunya.

## Descripció
Mur fet de pedra devastada amb morter que aprofita el desnivell del terreny. Al nivell inferior hi ha un mínim de 10 obertures, esqueixades, d'arc de mig punt que recolzen en pilastres de pedra i maó i amb l'intradós de rajola. Tot plegat està cobert de vegetació, terra o runa.

## Història
S'hi fabricava pòrtland artificial. Aviat acabà la fabricació a causa de les dificultats d'explotació de les primeres matèries i per la competència de les fàbriques posteriors properes a Barcelona. Mentre a Campins hi havia el forn de cocció del ciment, a St. Celoni s'hi feia la trituració. Es va construir una via,de sistema decauvill i serviria per efectuar el transport des de les pedreres de Campins a Sant Celoni d'uns 6 km que, unint les dues poblacions, facilitava la tramesa de material i de l'exportació per ferrocarril. L'any 1886, la producció es calculava de 40 a 50 tones diàries.
Element datat: desembre de 1912.